# Fotografia da cavalaria polonesa em Sochaczew

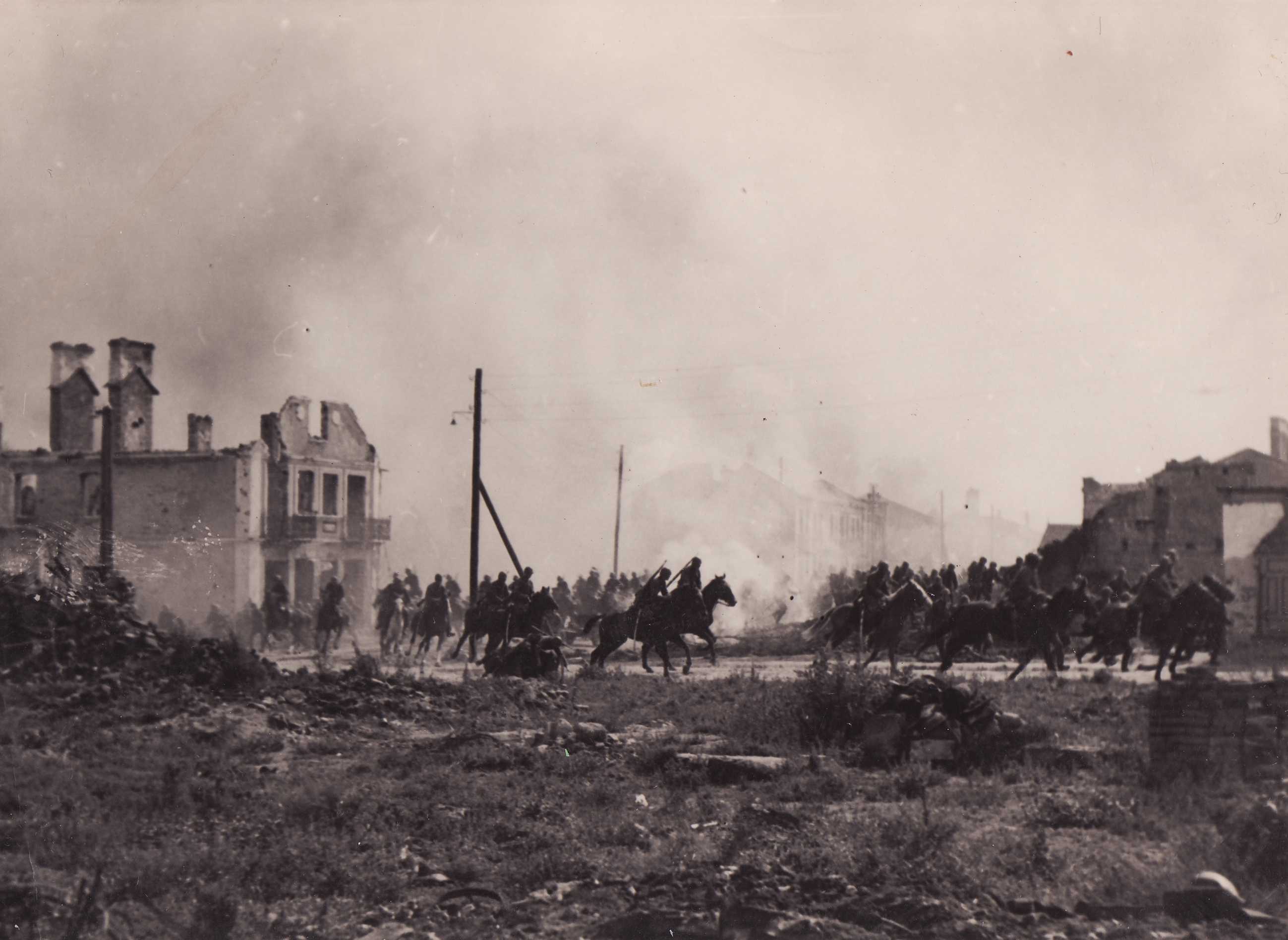
Digitalização de alta resolução de impressão 5 × 8 cm

A fotografia da cavalaria polonesa em Sochaczew supostamente retrata a carga homônima da cavalaria polonesa em Sochaczew durante a Batalha de Bzura em 1939, mas atualmente crê-se que tenha sido tirada durante as filmagens do filme de propaganda de Hans Bertram Kampfgeschwader Lützow em 1940. A foto ainda é uma das representações mais amplamente utilizadas da cavalaria polonesa durante a invasão da Polônia em 1939.